# Arothron diadematus
Arothron diadematus es una especie de peces de la familia Tetraodontidae en el orden de los Tetraodontiformes.

## Morfología
Los machos pueden llegar alcanzar los 30 cm de longitud total.

## Hábitat
Es un pez de mar de clima tropical y asociado a los  arrecifes de coral.

## Galería de imágenes

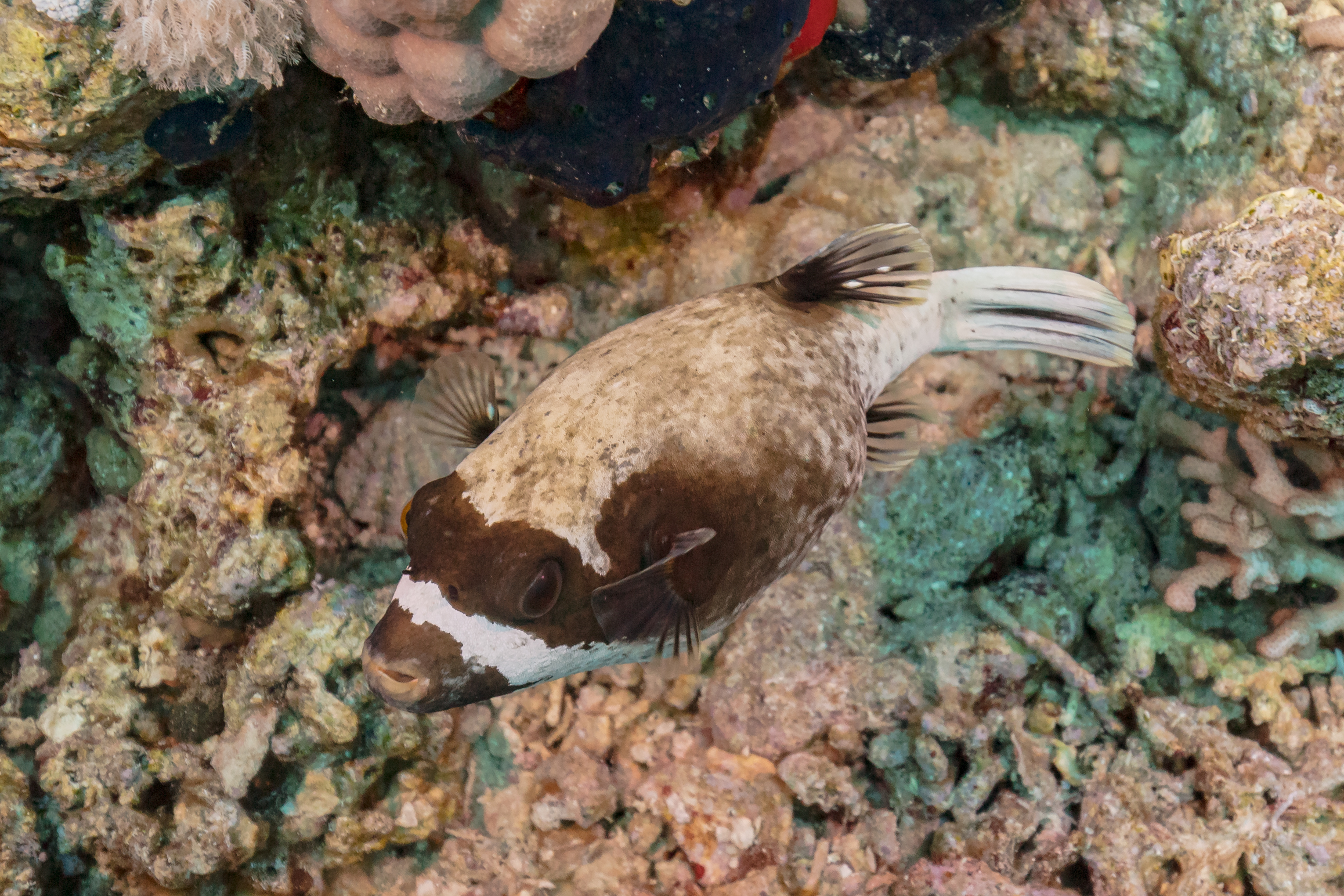
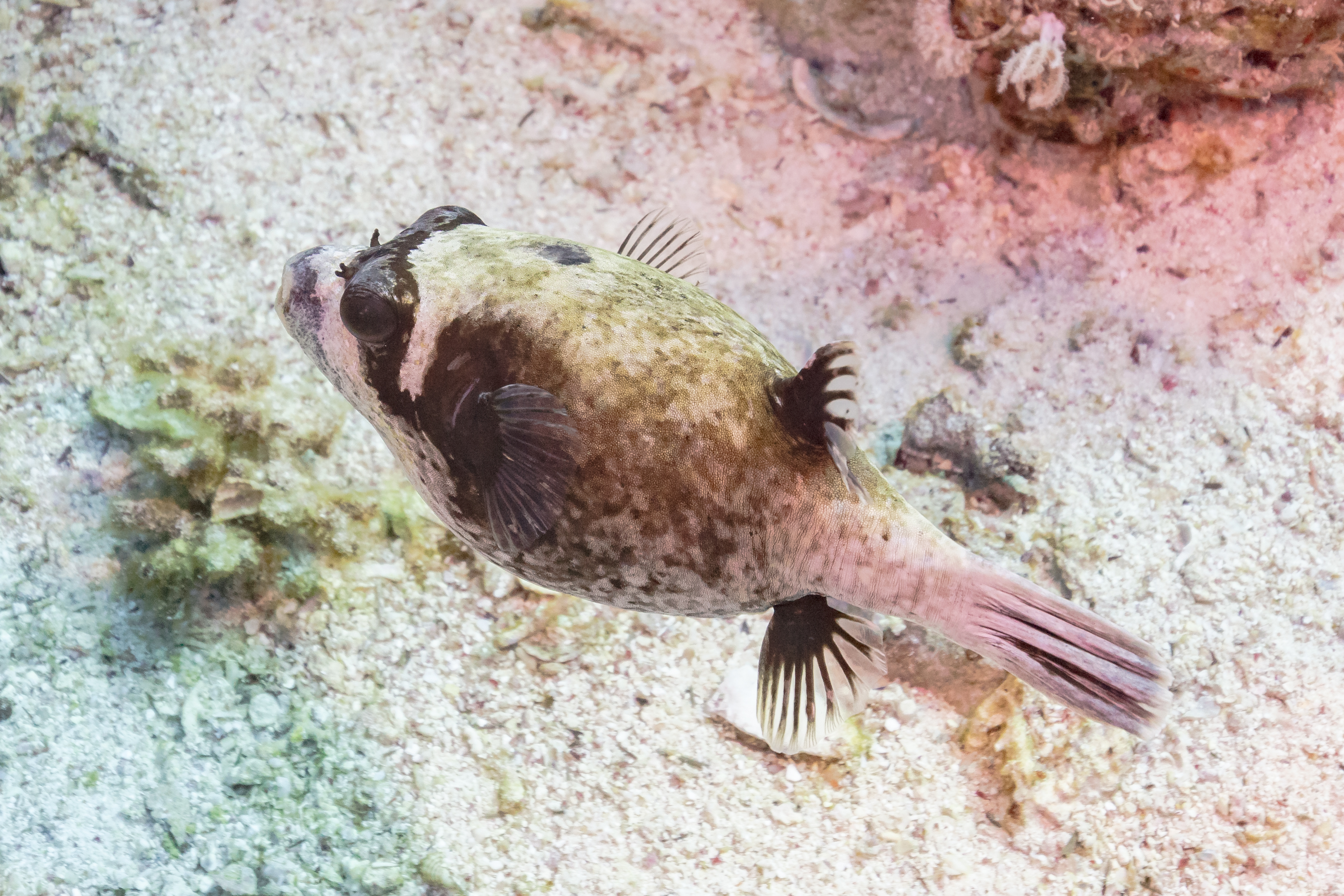
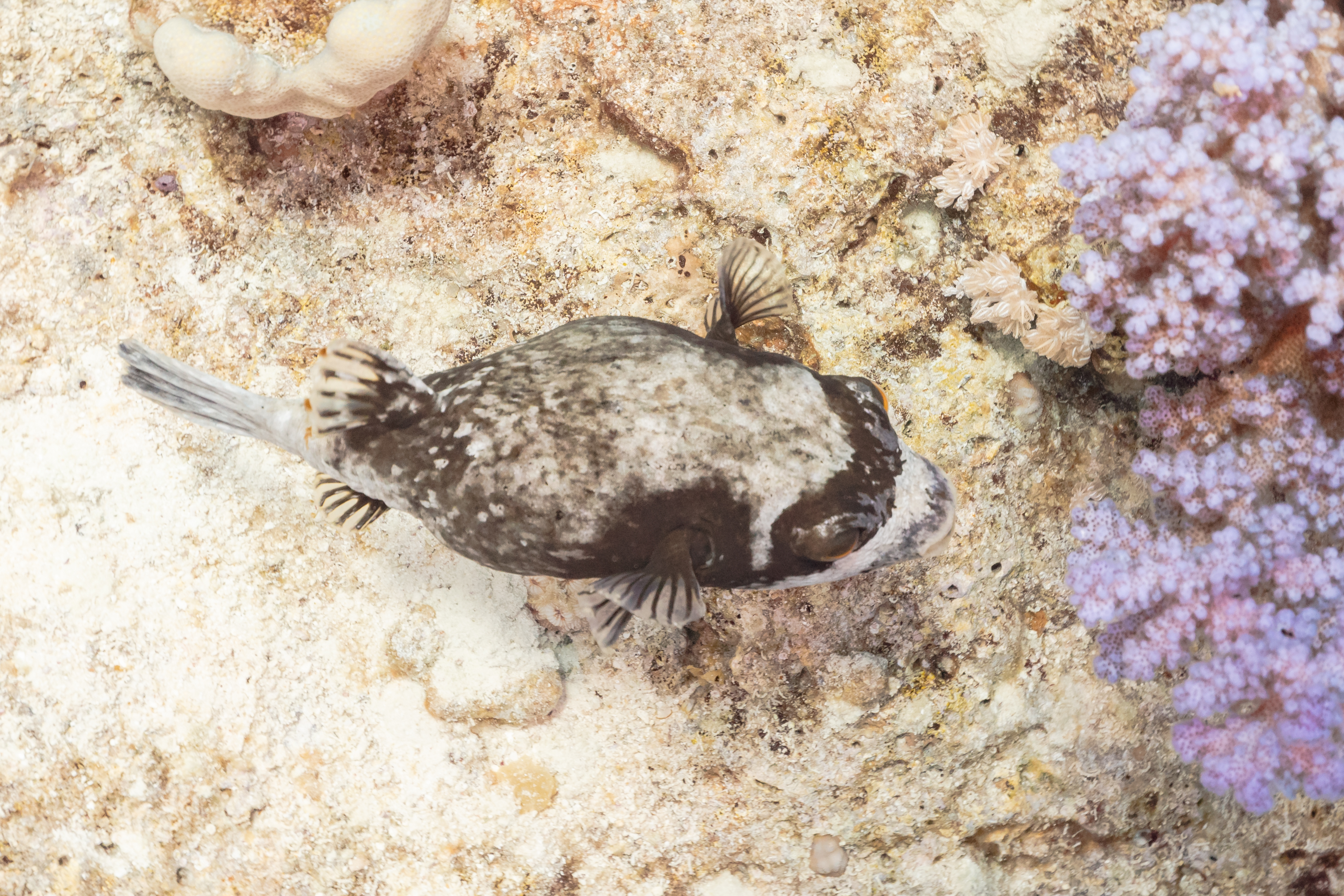
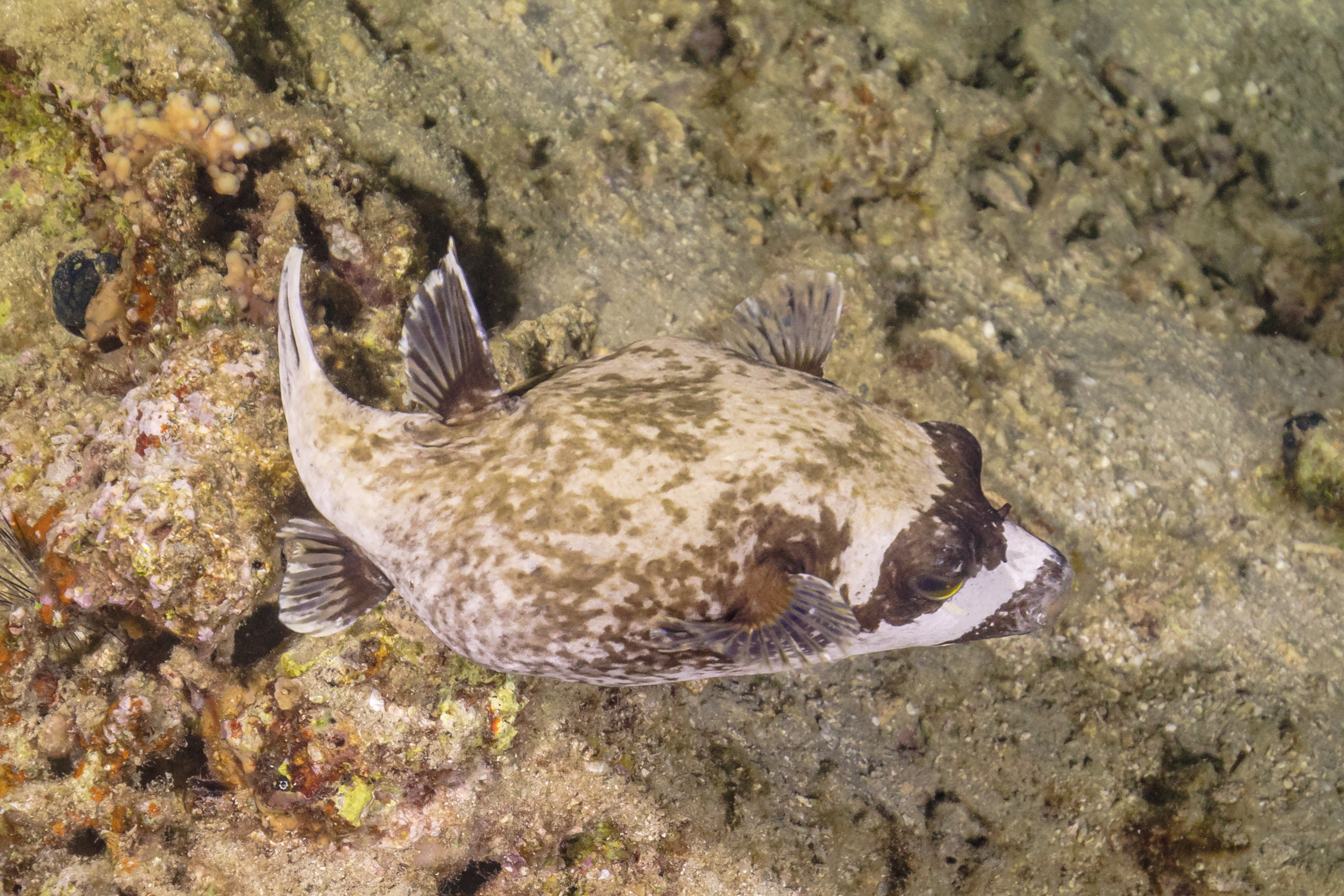
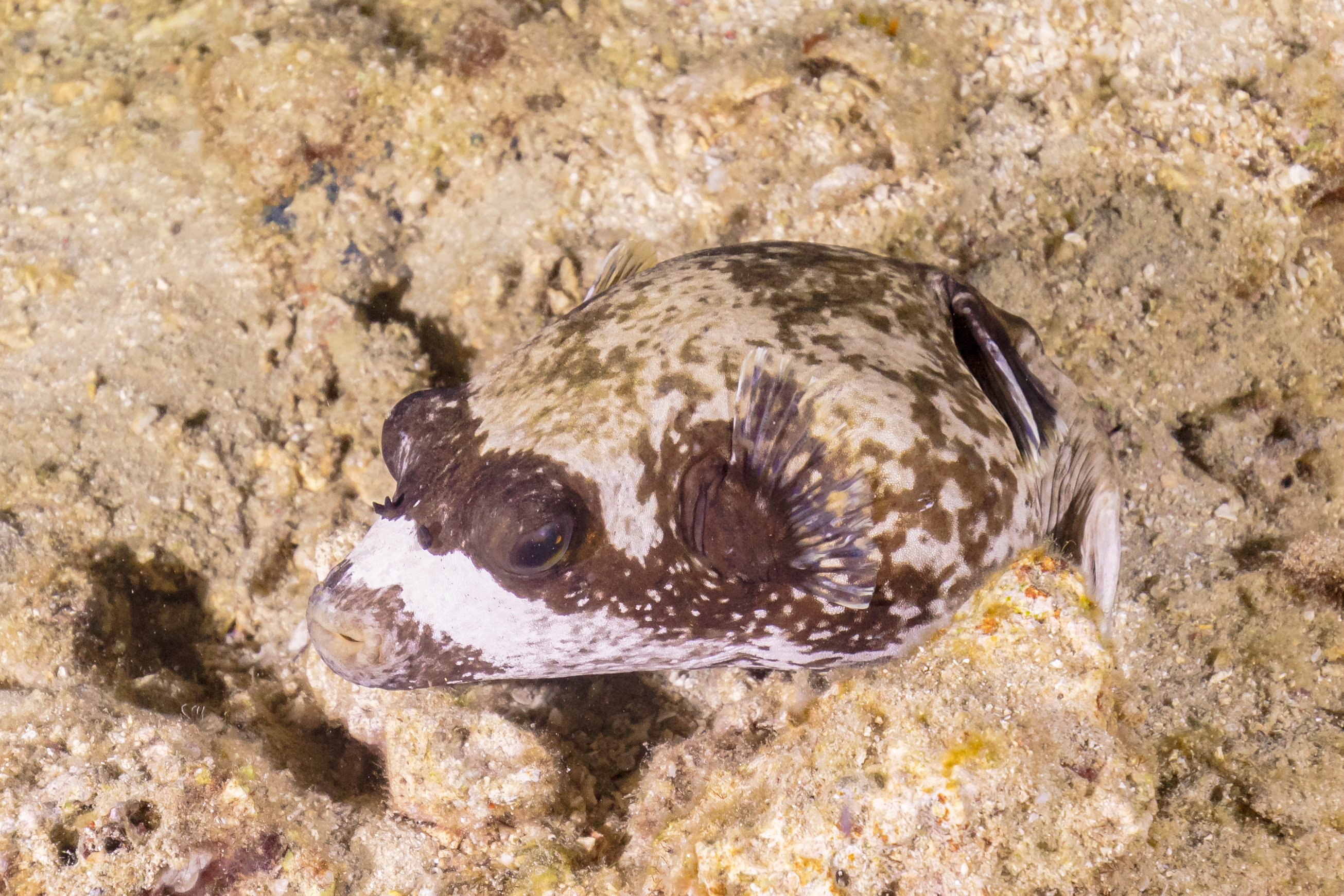
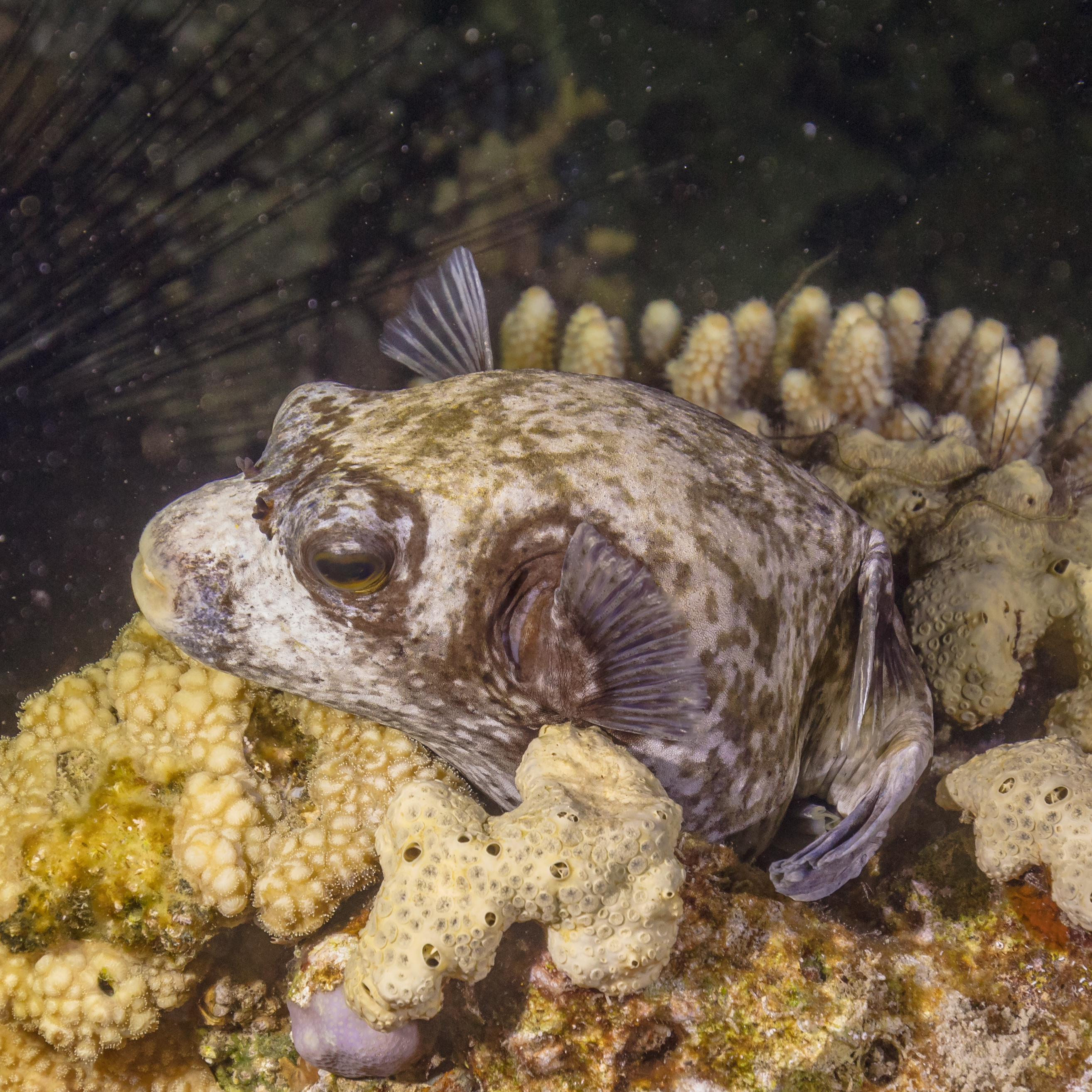
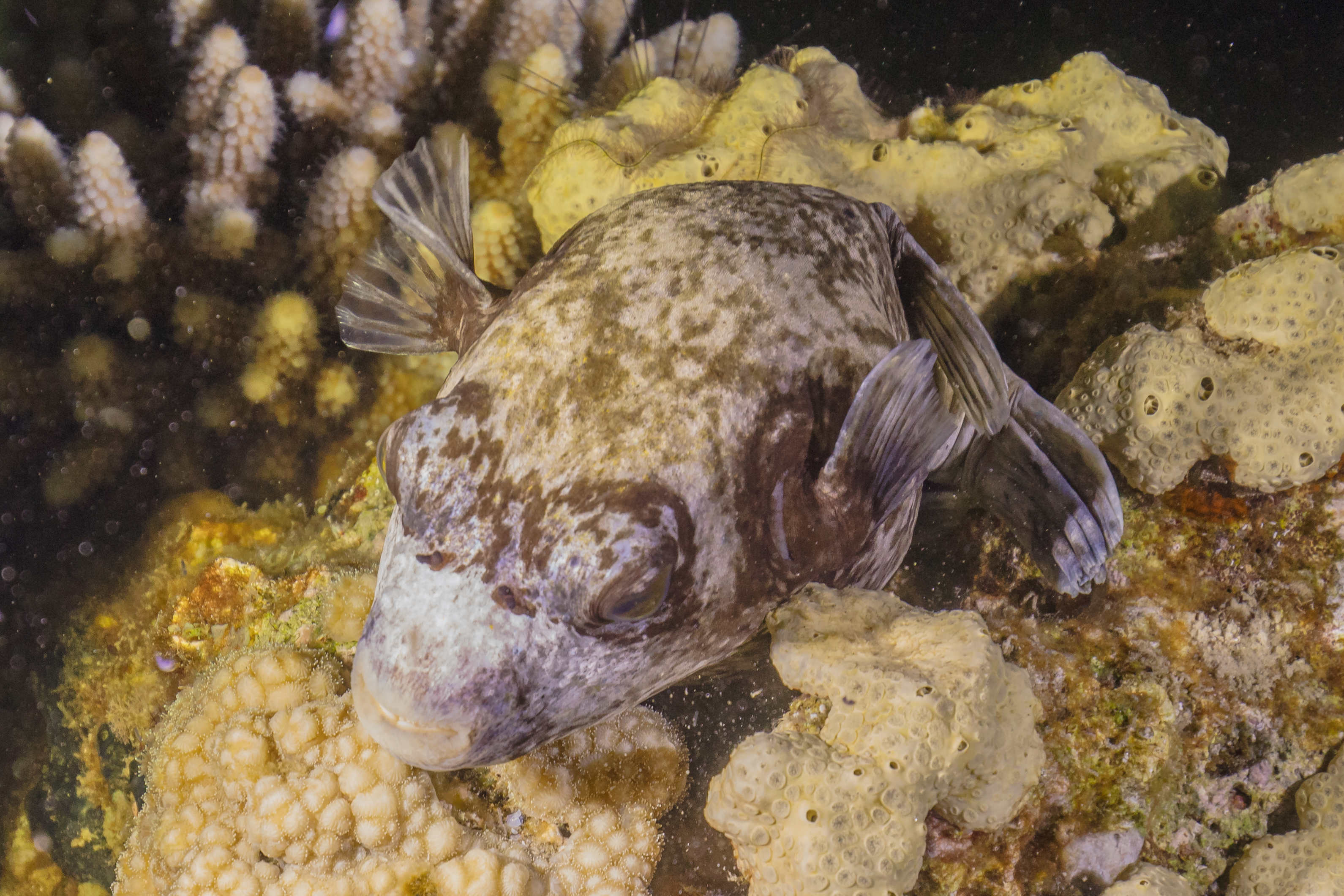

## Distribución geográfica
Se encuentra en el Mar Rojo.